# Merem Wouro Bagadjé
Merem Wouro Bagadjé (ou Merem Ouro Bagadje) est une localité du Cameroun située dans l'arrondissement de Dargala, le département du Diamaré et la région de l’Extrême-Nord. Elle fait partie du lawanat de Kahéo.

## Population
En 1975, la localité comptait 45 habitants, des Peuls.
Lors du recensement de 2005, on y a dénombré 137 personnes.